# Te Araroa
Te Araroa – miasto w Nowej Zelandii, na Wyspie Północnej, w regionie Gisborne.